# 北條恒一
北條 恒一（ほうじょう こういち、1916年2月11日 - ）は日本の公認会計士、商学博士。

## プロフィール
1940年小樽高等商業学校を卒業。元東京都立商科短期大学教授、元拓殖大学大学院教授（租税法）。
日本ペンクラブ会員、日本評論家協会会員、日本会計研究学会会員、租税法学会会員。

## 主な著書
- 日本古代税制史の研究
- やさしい税務会計
- 税金を軽くする事典
- 複式簿記の研究
- 図解 簿記は簡単!
- 損益計算書がよくわかる本

| スタブアイコン | サブスタブ | この項目は、まだ閲覧者の調べものの参照としては役立たない、人物に関連した書きかけの項目です。この項目を加筆・訂正などしてくださる協力者を求めています（P:人物伝/PJ:人物伝）。 |